# Danny Post
Danny Post (Amsterdam, 7 april 1989) is een Nederlands voetballer die inzetbaar is als verdedigende middenvelder of centrale verdediger.

## Carrière
Post begon zijn profcarrière bij HFC Haarlem. Daar maakte hij op 17 oktober 2008 als invaller voor Giel Neervoort zijn competitiedebuut tijdens een thuiswedstrijd tegen Excelsior (2-1 winst). Het daaropvolgende seizoen werd hij voor twee jaar vastgelegd door FC Groningen, waar hij echter weinig speeltijd kreeg. In 2011 maakte de middenvelder de overstap naar FC Dordrecht.
In juli 2013 werd Post door VVV overgenomen van de Dordtse club waar hij een doorlopend contract had. De middenvelder tekende in Venlo een overeenkomst voor drie jaar. Met ingang van het seizoen 2014/15 werd hij aanvoerder van de Venlose eerstedivisionist. In 2016 verlengde hij zijn verbintenis met nog eens drie jaar. Als aanvoerder was Post een van de belangrijkste steunpilaren van het VVV-elftal dat in 2017 kampioen werd van de Eerste divisie. Op 11 augustus 2018 scoorde de middenvelder in een uitwedstrijd bij Willem II (0-1) de eerste eredivisiegoal in zijn carrière. Ruim een maand later verlengde hij zijn contract bij VVV, opnieuw met drie jaar. Post speelde op 5 december 2020 zijn 200e competitiewedstrijd namens de Venlose club. Na de degradatie uit de Eredivisie in 2021 maakte Post na acht seizoenen bij VVV kenbaar te willen vertrekken en toonde onder andere het gepromoveerde N.E.C. belangstelling voor hem. In augustus 2021 kwam de aanvoerder op zijn voornemen terug en maakte hij bekend in Venlo te blijven. Na de winterstop van het seizoen 2021/22 moest Post zijn aanvoerdersband afstaan aan Brian Koglin. Na 8,5 jaar verruilde Post eind januari 2022 VVV voor Almere City waar hij een contract tekende tot medio 2024. Enkele weken later in een thuiswedstrijd tegen zijn oude club VVV was het uitgerekend Post die met een eigen doelpunt de enige en beslissende treffer van de wedstrijd scoorde (0-1). Post promoveerde in 2023 met Almere City FC naar de Eredivisie en scoorde op 13 augustus 2023 in een thuiswedstrijd tegen FC Twente de allereerste Eredivisiegoal in het bestaan van de kersverse promovendus. Na afloop van dat seizoen zette hij een punt achter zijn profloopbaan. De 35-jarige routinier sloot in de zomer van 2024 aan bij amateurclub KSV. In oktober 2024 werd in Stadion De Koel een muurschildering onthuld met een afbeelding van Danny Post als vierde clubicoon van VVV, na Ger van Rosmalen, Herman Teeuwen en Keisuke Honda die al een plek hadden op de muur.

## Profstatistieken
| Seizoen         | Club            | Competitie      | Competitie | Competitie | Beker | Beker | Playoff | Playoff | Totaal | Totaal |
| Seizoen         | Club            | Competitie      | Wed.       | Dlp.       | Wed.  | Dlp.  | Wed.    | Dlp.    | Wed.   | Dlp.   |
| --------------- | --------------- | --------------- | ---------- | ---------- | ----- | ----- | ------- | ------- | ------ | ------ |
| 2008/09         | HFC Haarlem     | Eerste divisie  | 14         | 0          | 0     | 0     | —       | —       | 14     | 0      |
| 2009/10         | FC Groningen    | Eredivisie      | 0          | 0          | 0     | 0     | 0       | 0       | 0      | 0      |
| 2010/11         | → SC Cambuur    | Eerste divisie  | 2          | 0          | 0     | 0     | 0       | 0       | 2      | 0      |
| 2010/11         | FC Groningen    | Eredivisie      | 1          | 0          | 0     | 0     | 0       | 0       | 1      | 0      |
| 2011/12         | FC Dordrecht    | Eerste divisie  | 22         | 2          | 1     | 0     | —       | —       | 23     | 2      |
| 2012/13         | FC Dordrecht    | Eerste divisie  | 28         | 2          | 3     | 0     | 2       | 0       | 33     | 2      |
| 2013/14         | VVV-Venlo       | Eerste divisie  | 28         | 1          | 2     | 0     | 1       | 0       | 31     | 1      |
| 2014/15         | VVV-Venlo       | Eerste divisie  | 32         | 2          | 2     | 0     | 3       | 0       | 37     | 2      |
| 2015/16         | VVV-Venlo       | Eerste divisie  | 30         | 1          | 0     | 0     | 2       | 0       | 32     | 1      |
| 2016/17         | VVV-Venlo       | Eerste divisie  | 33         | 3          | 2     | 0     | —       | —       | 35     | 3      |
| 2017/18         | VVV-Venlo       | Eredivisie      | 20         | 0          | 1     | 0     | —       | —       | 21     | 0      |
| 2018/19         | VVV-Venlo       | Eredivisie      | 28         | 3          | 2     | 0     | —       | —       | 29     | 3      |
| 2019/20         | VVV-Venlo       | Eredivisie      | 20         | 1          | 1     | 0     | —       | —       | 21     | 1      |
| 2020/21         | VVV-Venlo       | Eredivisie      | 30         | 0          | 5     | 0     | —       | —       | 35     | 0      |
| 2021/22         | VVV-Venlo       | Eerste divisie  | 13         | 0          | 0     | 0     | —       | —       | 13     | 0      |
| 2021/22         | Almere City     | Eerste divisie  | 13         | 1          | 0     | 0     | —       | —       | 13     | 1      |
| 2022/23         | Almere City     | Eerste divisie  | 9          | 0          | 0     | 0     | 4       | 0       | 13     | 0      |
| 2023/24         | Almere City     | Eredivisie      | 2          | 1          | 1     | 0     | —       | —       | 3      | 1      |
| Carrière totaal | Carrière totaal | Carrière totaal | 325        | 17         | 20    | 0     | 12      | 0       | 357    | 17     |